# Lincolnammer
Die Lincolnammer (Melospiza lincolnii) ist eine nordamerikanische Singvogelart, die in Kanada sowie in verschiedenen Teilen der USA (Alaska, Nordosten, Westen) vorkommt. Ihr Bestand gilt als stabil, in weiten Teilen ihres Verbreitungsgebiets kommt sie sogar häufig vor. Die Lincolnammer wird deswegen als nicht gefährdete Art eingestuft.

## Erscheinungsbild

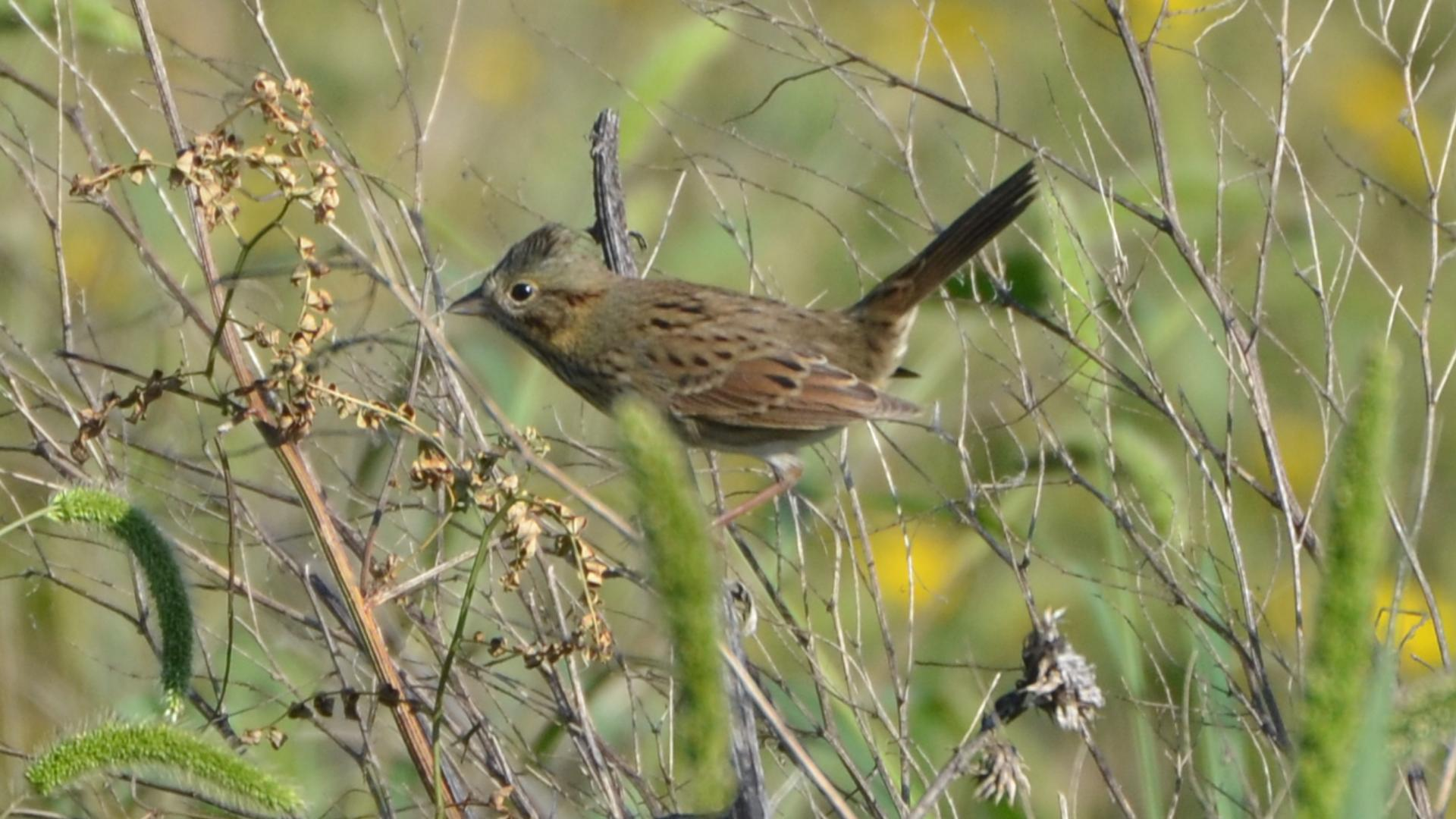
Lincolnammer mit gesträubter Federhaube – bei dieser Art ein typisches Zeichen für Erregung

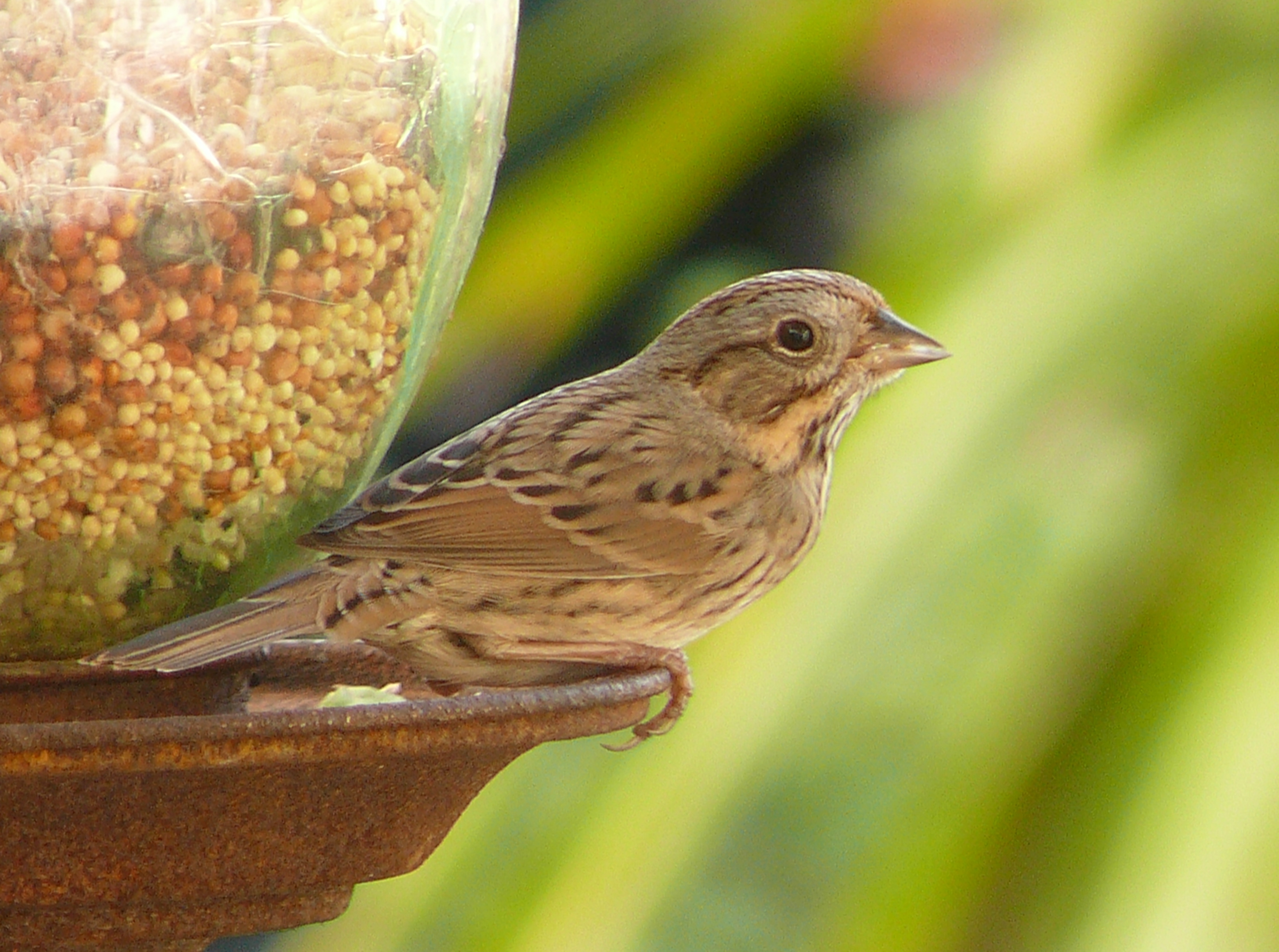
Lincolnammer an einer Futterstation

Die Lincolnammer zeichnet sich durch ihre olivbraune Oberseite mit dunklen Streifen, die hellbraune Brust mit feiner Strichelung, den weißen Bauch und ihre weiße Kehle aus. Sie hat eine braune Haube mit weißen Mittelstreifen, olivbraune Flügel und einen schmalen Schwanz. Ihr Gesicht ist grau mit braunen Wangen, Augenstreifen und Augenring. Die Körperlänge dieser Ammerart beträgt 15 Zentimeter.
Im nur kurz getragenen Jugendkleid ähneln die Jungvögel der Lincolnammer den Jungvögeln der Sumpfammer, allerdings sind sie insgesamt blasser. Von den Jungvögeln der Singammer unterscheiden sie sich durch ihren kürzeren Schwanz und den dünneren Schnabel. Adulte Lincolnammern weisen darüber hinaus auch Ähnlichkeiten mit Passerculus sandvicensis auf. Jedoch hält sich diese gleich große Ammerart überwiegend auf freier Fläche auf und fliegt zudem höher auf, wenn sie aufgeschreckt wird.

## Lebensweise
Zur Nahrung der Lincolnammer gehören Insekten und Samen, die sie am Boden oder in dichter Vegetation finden. Daher halten sich Lincolnammern dort bevorzugt auf. Werden sie aufgescheucht, fliegen diese Vögel nur kurz auf und landen mit einem charakteristischen Schwanzwippen gleich wieder. Erregte Vögel stellen häufig die kleine Federhaube auf ihrem Kopf auf.

Verbreitungsgebiet der Lincolnammer:
Brutgebiete
Durchzugsgebiete
Ganzjähriges Vorkommen
Winterquartiere

Die Lincolnammer brütet in Büschen in Feuchtgebieten in Kanada, Alaska und in den nordöstlichen und westlichen Teilen der USA. Sie überwintern südlich ihres Brutgebietes und migrieren in die südlichen USA bis hinunter nach Mexiko und Zentralamerika, wo sie sich bevorzugt in Dickichten und überwachsenen Feldern aufhalten. Sie ziehen im Frühjahr in der Zeit von März bis Mitte Mai und im Herbst von September bis November.
Ihre flaches, offenes Schalennest bauen sie gut verborgen am Boden unter Büschen.

## Unterarten
Es werden insgesamt drei Unterarten unterschieden, die sich nur durch wenige Merkmale unterscheiden:
- Melospizia lincolnii lincolnii (Audubon, 1834)  ist die Nominatform, die im nördlichsten Verbreitungsgebiet der Art brütet.
- Melospizia lincolnii alticola  (Miller, AH & McCabe, 1935)  ist die größte Unterart und brütet in den Gebirgen des Westens Nordamerikas.
- Melospizia lincolnii gracilis (Kittlitz, 1858) ist die kleinste Unterart und die am dunkelsten gefärbte.

## Trivia
Die Art trägt ihren Namen nicht zu Ehren des US-amerikanischen Präsidenten Abraham Lincoln. Vielmehr wurde die Vogelart vom Erstbeschreiber John James Audubon zu Ehren seines Freundes Thomas Lincoln aus Dennysville, Maine so benannt. Lincoln schoss einen Vogel dieser Art während einer kurzen gemeinsamen Reise nach Nova Scotia im Jahre 1834. Die Art trug zuerst die Bezeichnung Tom's Finch (dt. Toms Fink).

## Einzelbelege
1. ↑   IUCN-Liste, aufgerufen am 13. Mai 2015
2. 1 2 3 4   Jonathan Alderfer (Hrsg.): Complete Birds of North America, National Geographic, Washington D.C. 2006, ISBN 0-7922-4175-4. S. 583